# Obereopsis rufescens
Obereopsis rufescens är en skalbaggsart som beskrevs av Stefan von Breuning 1960. Obereopsis rufescens ingår i släktet Obereopsis och familjen långhorningar. Inga underarter finns listade i Catalogue of Life.